# NGC 4762
NGC 4762 ist eine Linsenförmige Galaxie mit aktivem Galaxienkern vom Hubble-Typ SB0 im Sternbild Jungfrau auf der Ekliptik. Sie ist schätzungsweise 42 Millionen Lichtjahre von der Milchstraße entfernt und hat einen Durchmesser von etwa 115.000 Lichtjahren. Unter der Katalogbezeichnung VCC 2095 gilt sie als Mitglied des Virgo-Galaxienhaufens. Gemeinsam mit NGC 4754 bildet sie das Galaxienpaar Holm 478 oder KPG 356.
Im selben Himmelsareal befinden sich u. a. die Galaxien NGC 4733 und NGC 4746.
Das Objekt wurde am 15. März 1784 von William Herschel entdeckt.